# Gorlice
Gorlice (udtale: [ɡɔrˈlʲit͡sɛ] ukrainsk: Горлиці, Horlytsi) er en by og en kommune i det sydøstlige Polen. Den ligger i voivodskabet Lillepolen (Województwo małopolskie) og har 26.405(2021) indbyggere, og et areal på 	23,56 km². Den er administrationsby i powiat Gorlice.

## Geografi
Gorlice ligger sydøst for Kraków og syd for Tarnów mellem Jasło og Nowy Sącz mellem Ropa- og Sękówka-floddalene, omgivet af adskillige bjergkæder i Karpaterne, i den del massivet der kaldes Beskidy Środkowe (Nedre Beskider). Det er beliggende i hjertet af landskabet Doły Jasielsko Sanockie, med en gennemsnitshøjde på 380 moh. selvom der er nogle større bakker inden for byens område.

## Historie
Gorlice blev grundlagt under Kasimir den Stores regeringstid i 1354. I det år fik Stolnik i Sandomierz, Derslaw Karwacjan, kongelig tilladelse til at grundlægge en by i et tæt skovområde i Karpaternes forbjerge. Byens eksistens er nævnt i kilder fra 1388, 1404 og 1417. I det 15. århundrede forblev Gorlice privat ejendom tilhørende familien Karwacjan.